# Copa de la República mauriciana de futbol
La Copa de la República mauriciana de futbol és una competició futbolística per eliminatòries de Maurici. Normalment es disputa a l'estiu.

## Historial
Font:
- 1990: Sunrise 2-1 Fire Brigade SC
- 1991: Fire Brigade SC 4-0 Young Tigers
- 1992: Sunrise 4-1 RBBS
- 1993: Sunrise 3-2 Fire Brigade SC
- 1994: Sunrise 1-0 Maurice Espoir
- 1995: Fire Brigade SC 3-1 Maurice Espoir
- 1996: Sunrise 4-0 Scouts Club
- 1997: Sunrise 0-0 (5 - 2 pen) Fire Brigade SC
- 1998: Sunrise 4-3 Fire Brigade SC
- 1999: Fire Brigade SC SC 4-0 Faucon Noir
- 2000: No es disputà
- 2001: AS Port-Louis 2000 2-1 Olympique de Moka
- 2002: Union Sportive de Beau-Bassin Rose-Hill 5-1 AS de Vacoas-Phoenix
- 2003: Faucon Flacq 2-1 Union Sportive de Beau-Bassin Rose-Hill
- 2004: AS Port-Louis 2000 2-1 Union Sportive de Beau-Bassin Rose-Hill
- 2005: AS Port-Louis 2000 2-0 Union Sportive de Beau-Bassin Rose-Hill
- 2006: AS de Vacoas-Phoenix 2-2 (5 - 4 pen) PAS Mates[2]
- 2007: Curepipe Starlight SC 1-0 Savanne SC[3]
- 2008: Curepipe Starlight SC 2-0 AS Port-Louis 2000[4]
- 2009: Savanne SC 2-0 Curepipe Starlight SC[5]
- 2010: Pamplemousses SC 0-0 (6 - 5 pen) Petite Rivière Noire SC[6]
- 2011: Pamplemousses SC 3-1 Petite Rivière Noire SC
- 2011-12: Savanne SC 1-1 (pròrroga, 11-10 pen) AS Rivière du Rempart
- 2012-13: Pamplemousses SC 1-0 Curepipe Starlight SC
- 2013-14: AS Port-Louis 2000 1-0 Curepipe Starlight SC
- 2014-15: La Cure Sylvester 1-1 (pròrroga, 5-4 pen) Pamplemousses SC
- 2015-16: Cercle de Joachim 1-0 AS Port-Louis 2000
- 2016-17: Pamplemousses SC 4-2 GRSE Wanderers
- 2017-18: Bolton City Youth Club 2-1 Petite Rivière Noire SC
- 2019: Pamplemousses SC 1-0 La Cure Sylvester
- 2020: Pamplemousses SC 4-2 Petite Rivière Noire SC